# Hardy Krüger
Hardy Krüger, właśc. Eberhard August Franz Ewald Krüger (ur. 12 kwietnia 1928 w Berlinie, zm. 19 stycznia 2022 w Palm Springs) – niemiecki aktor.

## Życiorys

### Wczesne lata
Urodził się w Berlinie jako syn Auguste (z domu Meier) i Maxa Krügera, inżyniera. Miał jedną siostrę, Use. W latach 30. rodzina przeniosła się do Berlina-Biesdorf, gdzie dorastał. Jego rodzice byli gorącymi zwolennikami Hitlera i w 1941 wysłali 13–letniego syna do elitarnej szkoły nazistowskiej z internatem w Ordensburg Sonthofen, należącej do ruchu Hitlerjugend. W marcu 1945 Krüger został przydzielony do 38 Dywizji Grenadierów SS Nibelungen i wciągnięty do ciężkiej walki. Miał 17 lat, gdy odmówił wykonania rozkazu i wzięcia udziału w zasadzce na amerykańskich żołnierzy. Za sprzeciwienie się rozkazom został skazany na śmierć za tchórzostwo, ale znajomy oficer SS cofnął ten rozkaz, ratując mu życie. Przez krótki okres pracował jako posłaniec, ale później uciekł i ukrywał się w Tyrolu aż do zakończenia działań wojennych. Po zakończeniu wojny opowiadał o swoich doświadczeniach i pracował dla Amadeu Antonio Foundation, organizacji zwalczającej skrajnie prawicowe ugrupowania.

### Kariera
W czasach szkolnych w Sonthofen, w wieku 16 lat Krüger został wybrany do roli ucznia Heinza Bauma, znanego jako „Bäumchen”, w nazistowskim filmie propagandowym Młode orły (Junge Adler, 1944), którego akcja toczy się głównie w fabryce samolotów. Krüger grał młodego ucznia pracującego w nadgodzinach, który pomagał budować plany działań wojennych. Na planie Krüger dowiedział się od starszych aktorów więcej o okropnościach rządów nazistów. Jego kariera ekranowa rozwinęła skrzydeł dopiero po wojnie, gdy przyjął rolę Paulsa Alsbachera w dramacie Illusion in Moll (1952) z Hildegard Knef. Grywał również w filmach brytyjskich, w tym jako Franz von Werra w przygodowym dramacie wojennym Roya Warda Bakera Ten, który uciekł (The One That Got Away, 1957), oraz amerykańskich filmach przygodowych, m.in.: jako Kurt Muller w Hatari! (1962) Howarda Hawksa czy w roli Heinricha Dorfmanna w Starcie Feniksa (Flight of the Phoenix, 1966), za którą był nominowany do Złotego Globu dla najlepszego aktora drugoplanowego. W 1965 występował na Broadwayu w sztuce Postmark Zero.
W 2008 został uhonorowany nagrodą Bambi za całokształt twórczości.

## Życie prywatne
Mając zaledwie 17 lat został ojcem Christiane (ur. 1945) ze swoją przyszłą żoną Renate Densow i byli małżeństwem od 1950 do 1964. Jego drugie małżeństwo, z włoską malarką Francescą Marazzi, trwało od 1964 do 1977. Mieli dwoje dzieci, Malaikę Krüger (ur. 1967) i Hardy’ego Jr. (ur. 1968). W 1978 poślubił swoją trzecią żonę, Anitę Park.
Zmarł 19 stycznia 2022 w swoim domu w Palm Springs w Kalifornii w wieku 93 lat.

## Filmografia
Filmy
- 1962: Hatari! jako Kurt Muller
- 1962: Niedziele w Avray jako Pierre
- 1965: Start Feniksa jako Heinrich Dorfmann
- 1969: Bitwa nad Neretwą jako pułkownik Kranzer
- 1969: Tajemnica Santa Vittoria jako kapitan von Prum
- 1975: Barry Lyndon jako kapitan Potzdorf
- 1977: O jeden most za daleko jako SS-Brigadeführer Kurt Ludwig
- 1978: Dzikie gęsi jako porucznik Pieter Coetzee

Seriale
- 1988–1989: Wojna i pamięć jako marszałek polny Erwin Rommel